# Perilampus carolinensis
Perilampus carolinensis är en stekelart som beskrevs av Smulyan 1936. Perilampus carolinensis ingår i släktet Perilampus och familjen gropglanssteklar. Inga underarter finns listade i Catalogue of Life.